# 埃文代爾造船廠
埃文代爾造船廠（英語：Avondale Shipyard）是美国路易斯安那州新奧爾良近郊的一家造船廠，曾被利頓工业收购，後又被總部設於美國的航太及國防科技公司諾斯洛普·格魯曼所收购。
造船厂于1938年开始建船，曾为美国海军建造过聖安東尼奧級兩棲船塢運輸艦和惠德比島級船塢登陸艦等舰艇。它曾一度是路易斯安那州最大的雇主，雇用約26,000名員工。2014年造船厂关停，2022年后被改造成物流基地重新运营。

## 历史
埃文代爾造船廠於1938年由James Grinstead Viavant 、Harry Koch和Perry N. Ellis创立，当时名为Avondale Marine Ways。 它主要是一个维修和驳船建造设施，供密西西比河上的船只使用。  1941年，公司仅雇用200名工人。
第二次世界大战期间，他们获得了为美国海事委员会建造拖船的合同。这导致了建造驱逐舰和驱逐舰护航舰的进一步合同。 
第二次世界大战后，該公司利用路易斯安那州石油工业扩张的机会建造钻井驳船和海上石油钻井平台。他们还建造了其他商船，例如渔船。他们在朝鲜战争和越南战争期间再次获得了建造军舰的政府合同。 
1959年，奧格登公司以1,400萬美元收購了該公司，次年更名為埃文代爾造船廠有限公司。該公司於1985年被出售給其員工。1988年，它成為一家上市公司，即埃文代爾工業公司 (Avondale Industries, Inc.)。1993年，工人们投票决定加入新奥尔良金属贸易委员会，导致工人们与該公司之间展开了一场漫长而艰苦的法律斗争。 金屬工會最終在 2000 年取得了成功。 出版物《Bayou Worker》 ，存档于新奥尔良洛约拉大学，包含與勞工組織工作相關的信息。 20世紀80年代初，愛荷華號戰列艦曾在该船厂进行了現代化改造。
1998年，该公司赢得了价值4.547亿美元的合同，为美國海軍建造两艘舰艇（一艘兩棲船塢運輸艦船坞舰和海军最新的兩棲突擊艦）。 
1999年，造船厂被利頓工業公司收購，之后利頓工業公司又被諾斯洛普·格魯曼公司收購。
2010年中期，诺斯罗普·格鲁曼公司宣布打算在2013年之前关闭埃文代尔造船厂，并巩固其位于帕斯卡古拉 (密西西比州)造船廠的墨西哥灣沿岸造船業務。诺斯罗普·格鲁曼公司将诺斯罗普·格鲁曼造船公司分拆给亨廷顿英格尔斯公司，自2011年3月31日起生效。埃文代尔船厂成为亨廷顿英格尔斯工业公司埃文代尔工厂，是亨廷顿英格尔斯公司的子公司。2013年2月，埃文代尔工厂重组，进入油气生产设备领域。 
薩默塞特號(LPD-25)聖安東尼奧級兩棲船塢運輸艦於2014年2月3日離開埃文代爾造船廠，為其最後建造的海軍艦艇。

## 船舶建造
埃文代尔建造的船舶包括：

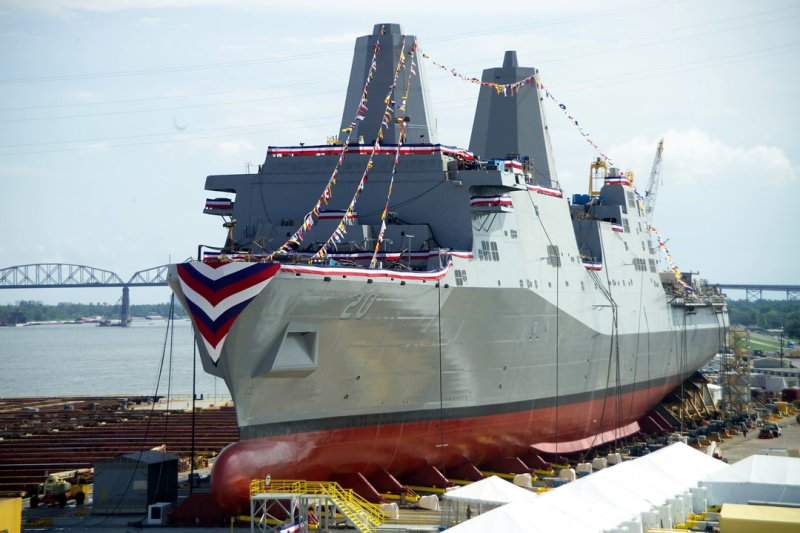
綠灣號兩棲船塢運輸艦准备下水，2004 年 11 月 13 日，格鲁门船舶系统公司，埃文代尔，路易斯安那州。

- APL C-9 級集裝箱船（1980年至1983年）
- C9-S-81d 和 C8-S-81d 級（英语：Type C8-class ship） - 駁船（LASH ）
- 希利號破冰船（英语：USCGC Healy）美国海岸警卫队(USCG) 破冰船和研究船 (1999年)
- 聖安東尼奧級兩棲船塢運輸艦（9艘中的6艘，2000年至今）
- 哈珀斯费里級船塢登陸艦（1991年-1997年，建造4艘）
- 惠德比島級船塢登陸艦（1986年-1990年，8艘船中的建造最後的5艘）
- SS 維爾瑪·萊克斯号 - 马萨诸塞州海事学院训练船
- 西馬龍級艦隊補給加油艦（1981-1983 年，建造5艘）
- 亨利·J·凱澤級油料補給艦（1984年-1996年，建造16艘中的14艘）
- 鮑勃·霍普級車輛貨船（英语：Bob Hope-class vehicle cargo ship）（1993年-2001年间建造了7艘）
- 漢密爾頓級巡邏艦美国海岸警卫队高耐久巡邏舰（1967-1972年，建造12艘）
- 諾克斯級護衛艦（1967年-1974年，46艘舰艇中的27艘）
- 綠薔薇號（英语：USCGC Greenbrier (WLR-75501)） - 美國海岸警衛隊河流补给船
- 弗農·貝恩號（英语：Vernon C. Bain Correctional Center） - 一艘纽约市监狱船(1992年) [12]
- 林肯號 - IMO 集装箱船 (1982年)